# ハーブ・ブルックス・アリーナ
ハーブ・ブルックス・アリーナは、アメリカ・ニューヨーク州レークプラシッドにある屋内競技場。氷上の奇跡の舞台となった場所でもある。

## 概要
1932年のオリンピックでアイスホッケー競技が実施された当時の名称はオリンピックセンターであった。収容人数は7,700名。また、NCAA男子アイスホッケー選手権のフローズン・フォーが1970年、1984年、1988年に行われ、NCAA女子アイスホッケー選手権のフローズン・フォーが2007年に開催されている。2023年にはFISU冬季ワールドユニバーシティゲームズのメイン会場として使用。
2005年にレークプラシッドオリンピック25周年を記念して当時アメリカ合衆国代表ヘッドコーチだったハーブ・ブルックスの名前より現在の名称に変更された。